# Beatrice I av Burgund
Beatrice I av Burgund, född 1143, död 15 november 1184 i Besançon, Burgund, var regerande pfalzgrevinna i Burgund 1148–1184, och även tysk-romersk kejsarinna 1156–1184 som gift med Fredrik I Barbarossa. 
Hon rapporteras ha utövat ett brett inflytande över makens politik. 

## Biografi
Dotter till greve Renaud III av Burgund och Agatha av Lothringen. Beatrice uppmuntrade litteratur och trubaduridealet vid det tyska hovet. Hon åtföljde maken på hans resor och kröntes till kejsarinna i Rom 1167 och drottning av Burgund i Vienne 1178. Hon beskrivs som vacker, intelligent och förmögen.  
År 1148 blev Beatrice regerande grevinna av Burgund efter sin fars död, under förmynderskap av sin farbror, greve Vilhelm III av Mâcon. Hennes farbror missbrukade sitt förmynderskap, höll henne närmast fängslad och försökte avsätta henne. Kejsar Fredrik Barbarossa försökte 1152 förgäves ingripa genom att få hennes farbror ersatt som hennes förmyndare. 1153 förklarade sig Barbossa som hennes förmyndare och tog henne under sitt beskydd, men Vilhelm behöll kontrollen över hennes län. 
Beatrice vigdes vid kejsar Fredrik Barbossa 17 juni 1156 i Würzburg. Den 9 oktober 1156 kröntes hon till drottning av Tyskland i Mainz. Vid giftermålet fick Fredrik rätt till Burgund och förklarade krig mot Vilhelm för att återta det åt Beatrice. Vilhelm avled 1157, och Beatrice och Fredrik kunde då göra sitt intåg i Burgunds huvudstad Besançon, där de gemensamt mottog hyllningseden av länets adel och prästerskap. Fredrik tog över styret i sin omyndiga makas namn. Burgund tjänstgjorde som militär bas och rekryteringscentrum för Fredriks legosoldater. Hon kröntes till tysk-romersk kejsarinna av påven i Rom 1167. Beatrice kröntes 1177 med Fredrik i Arles till kung och drottning av Burgund. 
Under sina sista år levde Beatrice permanent i sitt eget län Burgund som hon styrde självständigt. Hon försökte säkerställa Burgunds självständighet gentemot det tysk-romerska riket. Hon avled i Burgund, men hennes kvarlevor fördes till Speyer för att begravas. 

## Barn
1. Fredrik V av Schwaben (1164-1170)
2. Henrik VI (tysk-romersk kejsare) (november 1165-1197)
3. Fredrik VI av Schwaben (1167-1191)
4. Otto I av Burgund (1170-dödad 1200)
5. Konrad II av Schwaben och Rothenburg (1173-dödad 1196)
6. Filip av Schwaben (1177-dödad 1208) Tysk konung 1198
7. Sophie (1161-1187), gift med markgreve Vilhelm VI av Montferrat.
8. Beatrice (1162-1174). Hon var trolovad med Vilhelm II av Sicilien men dog innan giftermålet.
9. Agnes (död oktober 1184). Hon var trolovad med Emmerich I av Ungern men dog innan giftermålet.
10. Beatrix (1156), gift med greve Guillaume IV de Thiers.